# Kornelia Dobkiewiczowa
Kornelia Dobkiewiczowa (ur. 1 września 1912 w Petersburgu, zm. 5 lipca 1990 w Katowicach) – polska pisarka, autorka utworów dla młodzieży i folklorystka.

## Życiorys
Ukończyła filologię polską na Uniwersytecie Warszawskim, gdzie w 1950 uzyskała stopień doktora za pracę z dziedziny folklorystyki. W latach 1939–1945 działała w tajnym nauczaniu na terenie Zagłębia Dąbrowskiego. Debiutowała w 1945 w Polskim Radiu jako autorka audycji dla młodzieży. W latach 1945–1969 pracowała w szkolnictwie średnim. W latach 1953–1959 była pracownikiem naukowym Państwowego Instytutu Sztuki. W 1981 otrzymała nagrodę Prezesa Rady Ministrów.

## Wybrana twórczość
- Dolina Śpiewających Ptaków
- Drogocenne wiano
- Dukaty kupca Amadeja i inne baśnie
- Haftowane trzewiczki
- Karlikowy ganek: Legendy i podania o polskim srebrze
- Miedziana lampa: Baśnie i opowieści o śląskim Skarbniku
- Największy skarb: Powieść z czasów Mieszka I
- O Marku Prawym z Jemielnicy (Wydawnictwo Śląsk, 1963)
- O Zofijce sierocie
- Ofka z Kamiennej Góry
- Pierścień księżniczki Gertrudy
- Róże w błękitnym polu: Podania i opowieści o zamkach Dolnego Śląska
- Rycerze kamiennego niedźwiedzia
- Saga o białym krysztale: Baśnie i opowieści o małopolskiej soli
- Srebrny pas: Opowieść o staropolskim srebrze
- Szata z purpury
- Szkarłatny rycerz: Podania i opowieści o zamkach śląskich
- Sztolnia w Sowich Górach: Baśnie i opowieści z Ziemi Opolskiej, Beskidów i Dolnego Śląska
- Ślężańska legenda
- W grodach Słowian śląskich
- Wężowa królewna: Baśnie i opowieści ze Śląska
- Zamek nad Czarnym Jeziorem
- Złote jarzmo
- Zuzanka (Wydawnictwo Śląsk, Katowice 1974)